# Luis de Benito
Luis María de Benito Torrente (Valencia; 18 de enero de 1951) es un periodista español.

## Biografía
Hermano del también periodista Julio de Benito, sus inicios profesionales fueron en la Agencia EFE, donde ingresa en 1972 trabajando como corresponsal en Roma.
De regreso a España, en 1975 entra a formar parte de la plantilla de Radio Nacional de España y es destinado en los servicios informativos. En 1979 conduce el espacio deportivo Radiogaceta de los deportes y un año más tarde se le encarga la dirección y presentación del programa de entrevistas La noche abierta. Dos años después se pone al frente del informativo matinal de la cadena, España a las 8.
Su primer contacto con televisión se produce en el programa matinal Buenos días y después, en diciembre de 1986, cuando es nombrado director de la segunda edición de Telediario, que comienza a presentar en enero de 1987, labor que compagina con la Subdirección de informativos de TVE.
En 1989 fue nombrado director del diario de información económica Cinco Días y un año después regresa al programa España a las ocho de RNE, asumiendo también el cargo de Director Adjunto de los servicios informativos de la emisora.
Entre 1991 y 1994 trabajó en Onda Cero como Director de informativos y director de antena, además de presentar varios programas en la entonces nueva emisora.
En 1994, de nuevo en Televisión española, ocupó distintas corresponsalías en el exterior: París, Bruselas, Lisboa, Moscú y de nuevo Bruselas hasta 2008, fecha en la que se acogió al ERE de RTVE.
Luis de Benito fue, también, un destacado deportista. Campeón de España Junior de baloncesto con el Real Madrid, llegó a disputar varios encuentros con el primer equipo de esta entidad entrenado, entonces, por Pedro Ferrándiz y con jugadores históricos como Clifford Luyk y Wayne Brabender.

## Premios
- Premio Nacional de Periodismo (1983).
- Premio Ondas (1989 y 1992).
- Antena de Oro (1992).
- Premio Víctor de la Serna (2004).
- Finalista Premio Cirilo Rodríguez (2004).